# Sándor Fodor (scriitor)
Fodor Sándor (n. 7 decembrie 1927, Șumuleu Ciuc, Harghita, România – d. 28 martie 2012, Cluj-Napoca, România) a fost un scriitor și traducător maghiar din România, soțul pictoriței Éva Nagy Fodor.

## Biografie
S-a născut la 7 decembrie 1927 în Șumuleu Ciuc. A cunoscut în adolescență ororile războiului. A învățat la Gimnaziul Romano-Catolic din Miercurea Ciuc și apoi a urmat cursuri la secția româno-germană a Universității Bolyai. A lucrat ca profesor la Sânnicolau Mare. În 1951 s-a căsătorit cu pictorița Éva Nagy cu care a avut două fiice: Éva Veronika și Esther. Între anii 1951 și 1956 a lucrat la editura Irodalmi Könyvkiadó (secția maghiară a Editurii de stat pentru literatură și artă) din Cluj, iar din 1956 până în 1988 a fost redactor la revista literară maghiară Napsugár din Cluj. Între anii 1990 și 1991 a fost redactor al revistei arhidiecezane catolice Keresztény Szó. A continuat să scrie în mod activ și după pensionare. A primit numeroase premii interne și internaționale.
Și-a început carieră literară ca romancier. Primul său volum, Fehérfenyő, a fost publicat în 1954 la București și conținea nuvele și schițe. După aceea a publicat volume de povestiri și de nuvele adresate în special cititorilor maghiari din Ținutul Secuiesc. Lucrările sale sunt caracterizate printr-un umor secuiesc, prin momente dramatice de viață și prin prezentarea unor situații absurde. A mai scris romane pentru copii, care au fost traduse în mai multe limbi străine.
Volumul Levelek hazulról – haza (1997), publicat la Miercurea Ciuc, conține o colecție de articole care au apărut anterior în ziarul Hargita Népe. El a încercat să găsească rezolvări la problemele omului contemporan. A susținut că patria sa are doi poli: localitățile natale Șumuleu Ciuc și Miercurea Ciuc și orașul său de reședință Cluj. A murit la Cluj la vârsta de aproape 85 de ani.

## Scrieri
- Fehérfenyő, povestiri, schițe, București, 1954
- Gyöngyvirágos puszta, povestiri, București, 1955
- Fújja a szél, fújja, povestiri, schițe, Cluj, 1957
- Táborozók, povestiri, București, 1959
- Új barátok, povestiri, București, 1960
- Jóska meg a sóska, schițe, București, 1962
- Elveszett egy kicsi leány, schițe, București, 1964
- Önarckép, roman, București, 1964
- Csipike, a gonosz törpe, povești, București, 1966 Online elérés Arhivat în 12 ianuarie 2007, la Wayback Machine.
- Krónika, roman, București, 1966
- Mit gondol az öreg pisztráng?, povestiri, schițe, București, 1967
- Csipike és Kukucsi, povești, București, 1968
- Orbán Balázs nyomdokain, riportok [Beke Györggyel és Mikó Imrével], București, 1969
- Szellemidézés, verses történelmi interjúk, București, 1969
- Csipike, a boldog óriás, povești, București, 1970
- A Büdösgödör, roman, 1970
- Nehézvíz, roman, București, 1971
- Megőrizlek, roman, București, 1973
- Csipike, az óriás törpe, povești, București, 1974
- A felnőttek idegesek, roman, Cluj, 1974
- Mosóteknőben a világ körül, gyermektörténetek, București, 1976
- Egy nap – egy élet, roman, București, 1976
- Tíz üveg borvíz, roman, București, 1979
- Képeslapok az Óperencián innen és túlról, útijegyzetek, Cluj, 1982
- Tűzoltózenekar, válogatott novellák, Kriterion, București, 1983
- Az ígéret földje, roman, București, 1984
- Fülöpke beszámolói, schițe, București, 1984
- Fekete-erdő, romanek, București, 1986
- Bimbi tábornok, roman, București, 1986
- A merénylő, povestiri, București, 1988
- Ki ez? Egy önéletírás műhelyforgácsai, anecdote, București, 1989
- Csipike és a gonosz ostoba, povești, 1990
- Csipike, bolgár kiadás, 1990
- Az első hó, novellák, schițe, 1991
- A csíksomlyói ferences könyvtár kincseiről, Miercurea Ciuc, 1991
- Édesvackort Csipikének, 1993
- Csipike és Tipetupa, Miercurea Ciuc, 1996
- Levelek hazulról – haza, Miercurea Ciuc, 1997.
- Bimbi tábornok, Kriterion, 1998
- A tizenegyedik üveg, Kriterion, 2001
- Hány nyelven szól az ördög?, Mentor kiadó, Târgu Mureș, 2002
- Sündisznóállás, Neptun Impex Rt, Miercurea Ciuc, 2002
- Mit gondol az öreg pisztráng?, Válogatott novellák, Pont kiadó, 2003
- A vén bajuszos, Pallas-Akadémia Miercurea Ciuc, 2003
- Mária lábától a sündisznóállásig. Fejezetek egy életrajzi romanből; Hargita, Miercurea Ciuc, 2005
- Fülöpke beszámolói; Mentor, Târgu Mureș, 2006
- Csipike, bolgár kiadás, 2010
- A feltámadás elmarad. Válogatott novellák; szerk. Gáll Attila; Erdélyi Híradó–Előretolt Helyőrség Szépirodalmi Páholy, Cluj, 2011
- Válogatott novellák; Hargita Kiadóhivatal, Miercurea Ciuc, 2016

## Traduceri (selecție)
- Mihail Sadoveanu: Az erdő (Pădurea), 1955;
- Alecu Ivan Ghilia: A döntes (Cuscrii), 1959;
- Alecu Ivan Ghilia: Derengés (Ieșirea din apocalips), 1961;
- Ion Agârbiceanu: Gyermekvilág, 1963;
- George Topîrceanu: Vidám és szomorú balladák (Balade vesele și triste), împreună cu Andor Bajor, 1963;
- Dumitru Radu Popescu: Oltyánok nyara (Vara oltenilor), 1965;
- V. Em. Galan: Baragán (Bărăgan), 1965;
- Eugen Barbu: Az északi műút (Șoseaua Nordului), 1966;
- Fănuș Neagu: Fűlledt nyár (Vară buimacă), 1969;
- Remus Luca: Ma este a gyilkos lebukik (Astă seară îl arestăm pe asasin), 1970;
- Fănuș Neagu: És kiáltott az angyal (Îngerul a strigat), 1972;
- Dumitru Radu Popescu: Ők ketten, vagy akik csak az erdőt látták, 1974;
- Dumitru Radu Popescu: Akik csak az erdőt látták (Cei doi din dreptul Țebei sau Cu fața la pădure), 1974;
- Dumitru Radu Popescu: Királyi vadászat (Vânătoarea regală), 1975;
- Dumitru Radu Popescu: Felhők császára (Împăratul norilor), 1979

## Premii și distincții

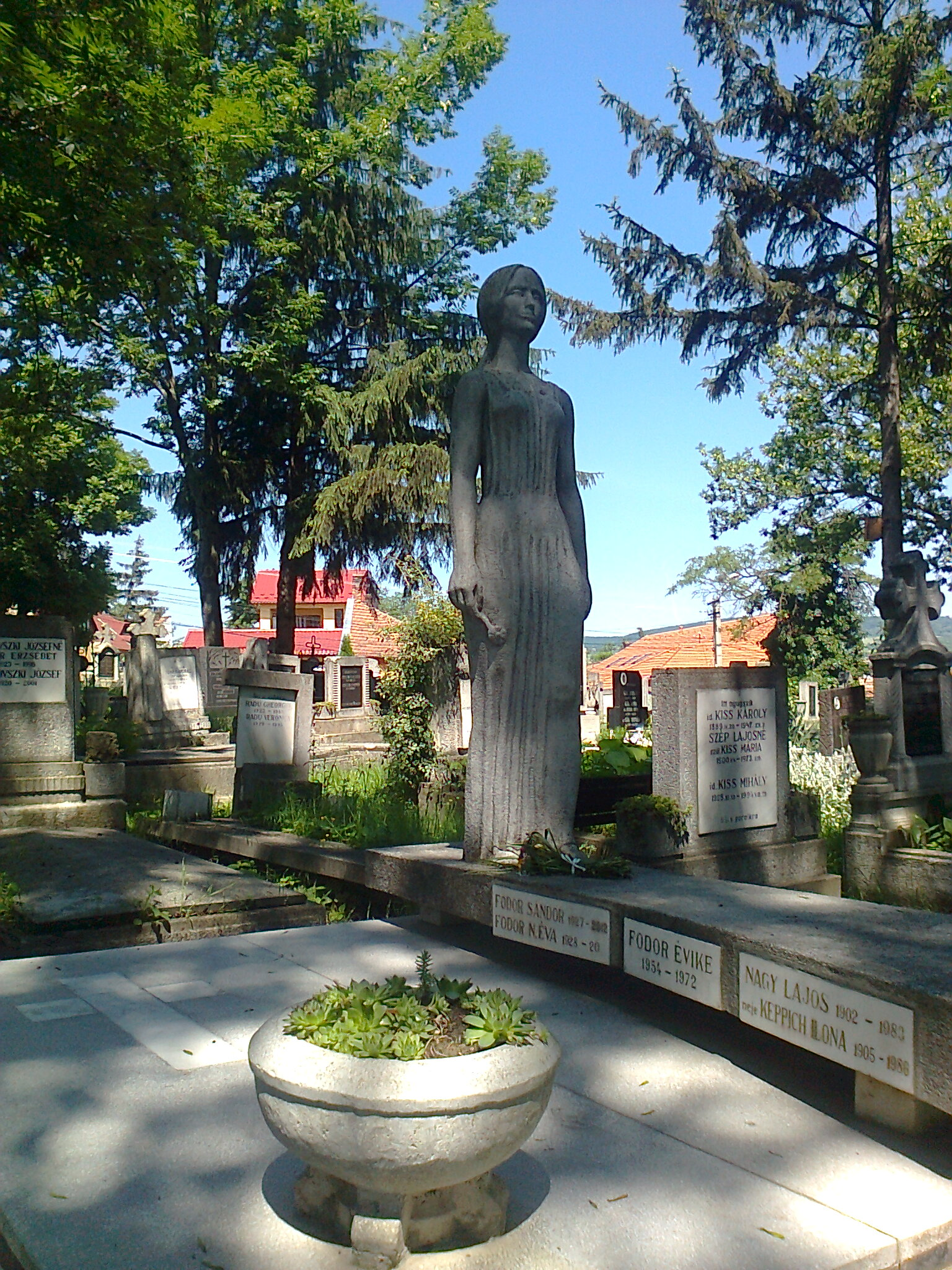
Mormântul său din Cluj-Napoca

- 1966 – Premiul Uniunii Scriitorilor din România
- 1967 – Ordinul „Meritul Cultural” clasa a V-a „cu prilejul împlinirii a 20 ani de apariție a revistei «Cravata roșie» și a 10 ani de apariție a revistei pentru copii în limba maghiară «Napsugár»”[2]
- 1982 – Marele Premiu al Uniunii Scriitorilor din România
- 1983 – Premiul „Ion Creangă” al Academiei Române
- 1994 – Premiul revistei A Hét
- 1998 – Ordinul de Merit al Republicii Ungare în grad de ofițer
- 2001 – Premiul Attila József

## Legături externe
- Interjú Fodor Sándorral a gyermekirodalomról Arhivat în 28 septembrie 2007, la Wayback Machine.